# 8262 Carcich
A 8262 Carcich (ideiglenes jelöléssel 1985 RG) a Naprendszer kisbolygóövében található aszteroida. Edward L. G. Bowell fedezte fel 1985. szeptember 14-én.